# John Wich
Sir John Wich (zm. 1715) był brytyjskim dyplomatą i przedstawicielem handlowym.
Wich był oficjalnym przedstawicielem Anglii (a od 1707 roku - Wielkiej Brytanii) w Hamburgu, gdzie kompozytor niemiecki Johann Mattheson (1681-1764) uczył jego syna Cirila muzyki. Sir John Wich uczynił Matthesona - oczytanego i bystrego poliglotę swym prywatnym sekretarzem w 1706 roku. Gdy Sir John zmarł (1715) Mattheson został sekretarzem jego syna Cyrila, który odziedziczył po ojcu funkcję.